# Манн, Стэнли
Стэнли Манн (англ. Stanley Mann; 8 августа 1928, Торонто — 11 января 2016, Лос-Анджелес) — канадский сценарист, драматург и романист. Автор сценария фильмов «Рёв мыши», «Омен 2: Дэмиен», «Воспламеняющая взглядом» и «Конан-разрушитель», номинант на «Оскар» и «Золотой глобус» за сценарий фильма «Коллекционер».

## Биография
Стэнли Манн родился в Торонто в 1928 году и учился в Университете Макгилла. К двадцати годам он уже начал работу на радио CBC как актёр и сценарист, а позже работал на канадском телевидении. В 1954 году он переехал в Лондон, где его пьесы ставились на сцене Королевского национального театра. Произведения Манна ставились также и на Бродвее — в их число входила поставленная в 1957 году пьеса «Прятки» (англ. Hide and Seek), которую он написал совместно с Роджером Макдугаллом.
Помимо театральных работ, Манн, в 1970-е годы переехавший из Лондона в Лос-Анджелес, сочинял сценарии для кинофильмов. Его совместная работа с Макдугаллом в 1959 году легла в основу фильма «Рёв мыши» — одного из первых фильмов, принесших международную известность актёру Питеру Селлерсу. Кинокартина «Коллекционер», снятая по сценарию Манна Ульямом Уайлером, принесла ему в 1966 году номинации на премию Гильдии сценаристов США за лучший сценарий драматического фильма, «Золотой глобус» за лучший сценарий и «Оскар» за лучший адаптированный сценарий. В 1982 году Манн как сценарист ленты «Ушко иголки» был номинирован на премию Эдгара Аллана По за лучший кинофильм. Он сотрудничал с продюсером Дино де Лаурентисом в фильмах «Воспламеняющая взглядом» и «Конан-разрушитель» (оба — 1984). Сам он тоже выступил продюсером в ряде фильмов, включая «Театр крови» (1973) и снятый в 1984 по его оригинальному сценарию для телеканала HBO вестерн «Кто первый?».
В трёх фильмах по сценариям Манна — «Другое время, другое место» (1956), «Соломенная женщина» (1964) и «Метеор» (1979) — снялся Шон Коннери, в «Обнажённом беглеце» — Фрэнк Синатра, в «Ушке иголки» — Дональд Сазерленд, в «Конане-разрушителе» — Арнольд Шварценеггер, а в «Кто первый?» — Джеймс Коберн и Кирк Дуглас. Помимо сценариев к полнометражным фильмам, в послужном списке Манна работа сценаристом в сериалах и телешоу, среди которых «Дуглас Фэрбенкс представляет» («Рейнгольдский театр»), «Человек-невидимка», «Рандеву» и «Сцена 67 ABC». В 1978 году в свет вышел его роман «Третья попытка — счастливая».
Стэнли Манн умер в Лос-Анджелесе в январе 2016 года в возрасте 87 лет после продолжительной болезни, оставив после себя жену Джоан, трёх дочерей и четырёх внуков.

## Фильмография
- 1951 — Свободный вечер дворецкого (англ. The Butler's Night Off)
- 1956 — Адвокатура (англ. For the Defence, т/ф)
- 1958 — Другое время, другое место (англ. Another Time, Another Place)
- 1959 — Рёв мыши (англ. The Mouse That Roared)
- 1961 — Его и её (англ. His and Hers)
- 1961 — Метка (англ. The Mark)
- 1964 — Соломенная женщина (англ. Woman of Straw)
- 1965 — Наверх от пляжа (англ. Up from the Beach)
- 1965 — Коллекционер (англ. The Collector)
- 1965 — Ураган над Ямайкой (англ. A High Wind in Jamaica)
- 1965 — Восторг (англ. Rapture)
- 1967 — Обнаженный беглец (англ. The Naked Runner)
- 1968 — Странные отношения (англ. The Strange Affair)
- 1969 — Фрёйляйн доктор (англ. Fräulein Doktor)
- 1975 — Русская рулетка (англ. Russian Roulette)
- 1976 — Небесные наездники (англ. Sky Riders)
- 1976 — Точка разрыва (англ. Breaking Point)
- 1977 — Бешеный бык (англ. Mad Bull)
- 1978 — Омен 2: Дэмиен (англ. Damien: Omen II)
- 1978 — Молчаливая Флейта (англ. Circle of Iron)
- 1979 — Метеор (англ. Meteor)
- 1981 — Ушко иголки (англ. Eye of the Needle)
- 1984 — Воспламеняющая взглядом (англ. Firestarter)
- 1984 — Конан-разрушитель (англ. Conan the Destroyer)
- 1984 — Кто первый? (англ. Draw!, т/ф)
- 1986 — Тайпан (англ. Tai-Pan)
- 1988 — Война Ханны англ. Hanna's War)

### Продюсер
- 1968 — Странные отношения
- 1970 — Баллада о Там-Лин (англ. The Ballad of Tam-Lin)
- 1973 — Театр крови (англ. Theater of Blood)